# Hekurudha Shqiptare

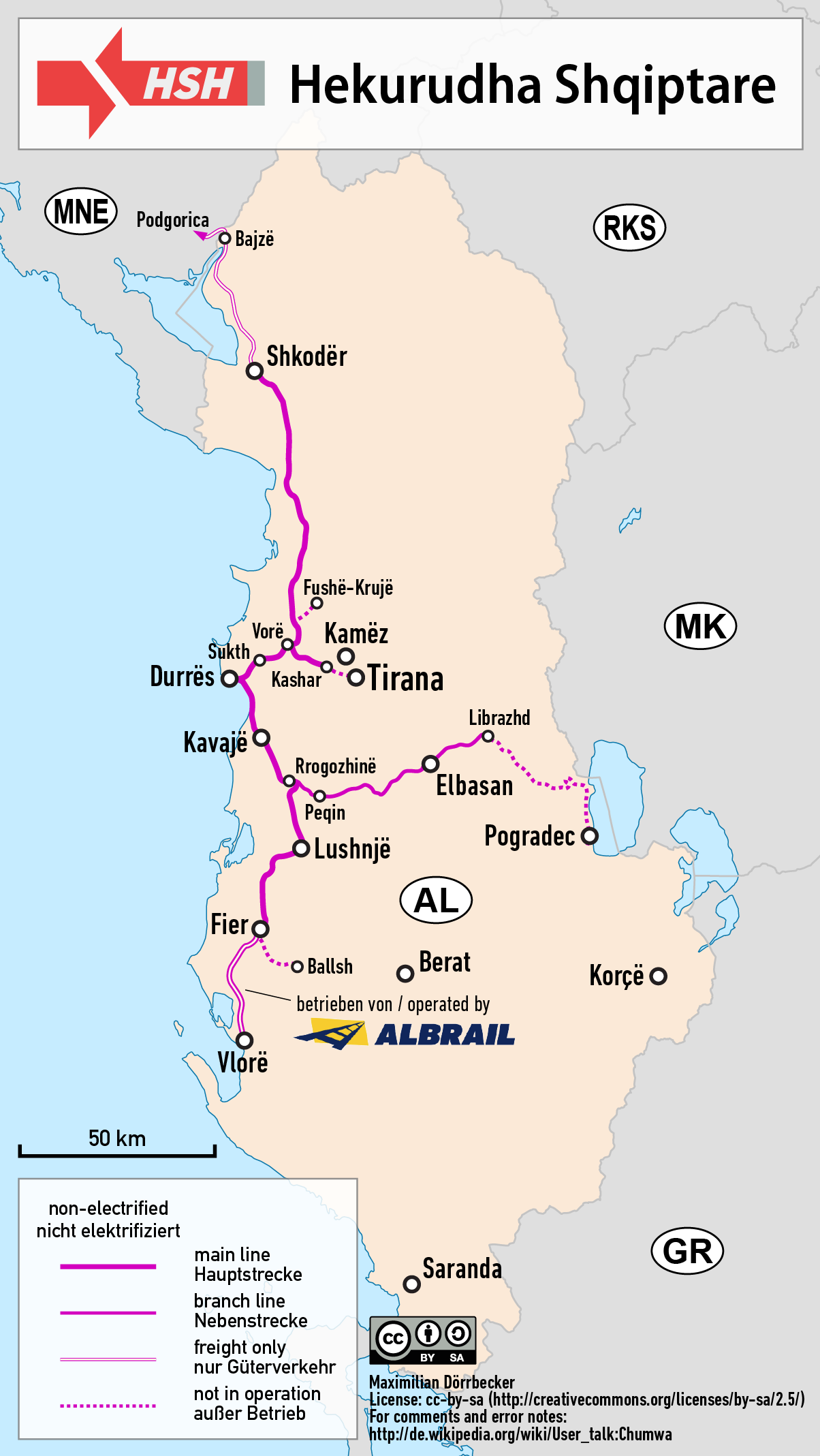

Hekurudha Shqiptare («Ferrocarriles Albaneses»), más conocida por sus siglas HSH, es la principal empresa ferroviaria de Albania que rige el sistema ferroviario albanés. La empresa es de propiedad estatal desde su fundación en 1945 y tiene su sede en Durrës.
La infraestructura de HSH se extiende al este a Pogradec, al sur a Vlorë y al norte a Shkodër. También hay una línea ramal a la capital Tirana. La red se extendió más allá Shkodër en la década de 1980 en lo que hoy es Montenegro, a través de la ciudad fronteriza albanesa de Han i Hotit, pero esa sección del sistema es sólo para carga. Tampoco hay conexión ferroviaria física entre Albania y la vecina Macedonia, así como con Grecia.
HSH está totalmente sin electrificar y los trenes utilizan locomotoras diésel eléctricas checoslovacas T-669. Todo el sistema es normalmente de una sola vía, con derivaciones en varios puntos a lo largo del sistema. La empresa utiliza material rodante de segunda mano de la alemana DB, FS de Italia, ÖBB de Austria o de los Ferrocarriles Estatales Polacos (PKP). Los trenes han sufrido actos vandálicos como lanzamiento de piedras desde el exterior o daños en el interior. Periódicamente, algunas líneas no se ejecutan a tiempo completo, ya que hay partes de la vía férrea que son robadas para el negocio de la chatarra de hierro. Existen planes para mejorar la línea Durrës-Tirana en 2013 a pesar de que se rechazó un plan previo similar por el gobierno albanés.